# Lineatur

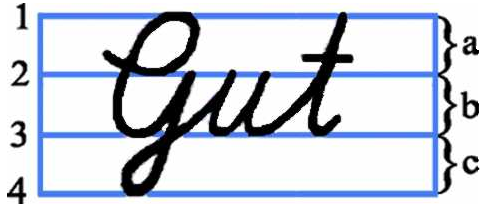
(1) Oberlinie, (2) Mittellinie, (3) Grundlinie, (4) Unterlinie
(a) Oberlänge, (b) Mittellänge, (c) Unterlänge

Die Lineatur (von lateinisch linea „Strich, Richtschnur, Kante“) ist ein Begriff aus der Typografie und beschreibt im Allgemeinen die Linienvorgabe für manuelles Schreiben unter anderem in Schulheften, um Schülern das Erlernen der grundsätzlichen Schriftform einer Sprache zu erleichtern.
Um Schülern das Erlernen der grundsätzlichen mathematische Notation mittels Symbolen in der mathematischen Schriftsprache zu erleichtern gibt es verschiedene Lineaturen für Schulhefte. Die Mathematikdidaktik hat dazu verschiedene Lineaturen von Karopapier vorgeschlagen, die normiert wurden.

## Normierung
Lineaturen sind in der DIN 16552-1, Lineaturen für Handschrift – Teil 1 Allgemeine Lineaturen, mit dem Stand von Mai 2005, festgelegt.

## Handschrift

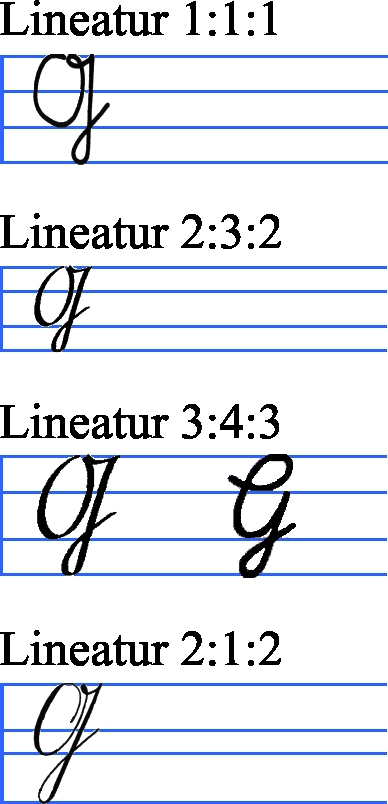
Verschiedene Lineaturen mit Schriftbeispielen:
1. Sütterlin, 2. Offenbacher Schrift, 3. Offenbacher und Lateinische Ausgangsschrift, 4. Deutsche Kurrent

Die Linienvorgabe bewegt sich meist in einem Vierliniensystem, wobei Oberlänge, Mittellänge und Unterlänge in einem bestimmten Verhältnis zueinander stehen. Verschiedene Linienverhältnisse wurden bereits von historischen Schriftentwicklern wie beispielsweise Rudolf Koch und Ludwig Sütterlin festgelegt.
Bekannt sind folgende Lineaturen und die Schriftarten, die sich typischerweise in dieser Lineatur bewegen:
- 1:1:1 Sütterlinschrift
- 2:3:2 Offenbacher Schrift
- 3:4:3 Offenbacher Schrift, Lateinische Ausgangsschrift
- 2:1:2 Deutsche Kurrentschrift

Die Lineatur-Bezeichnungen 1 bis 4 für das Heftmaß DIN-A5 stimmt zudem mit der Zahl der Grundschulklasse überein. So gilt beispielsweise die Lineatur 1 mit einem Liniensystem von vier Linien pro Zeile mit Abständen von fünf Millimetern zwischen den Linien für alle Ausgangsschriften. Im Handel sind außerdem Bezeichnungen für Sonderlineaturen im Umlauf wie beispielsweise ‚SL‘ für Schreiblernhefte.
| Lineatur | Format         | Jahrgangsstufe (Klasse) | Linien pro Zeile | Linien-Abstand in mm | Besonderheit |
| --- | -------------- | ----------------------- | ---------------- | -------------------- | --- |
| SL | DIN A5         | 1                       | 4                | 6                    | mit Kontrastlineatur, a am Anfang jeder Zeile ist ein grafisches Haus oder eine Blume abgedruckt, die Breite der Zeilen nimmt von oben nach unten hin ab |
| 0 | DIN A5         | 1                       | 4                | 6-4                  | mit Kontrastlineatur, Querformat b |
| 1 | DIN A5         | 1                       | 4                | 5                    | mit Kontrastlineatur |
| 2 | DIN A5         | 2                       | 4                | 4                    | |
| 3 | DIN A5         | 3                       | 2                | 3,5                  | |
| 3R | DIN A5         | 3                       | 2                | 3,5                  | mit weißem Rand c an der Außenseite des Blattes |
| 4 | DIN A5         | 4                       | 1                | 10                   | nur noch eine Schreiblinie pro Zeile |
| 9 | DIN A5         | 4                       | 1                | 10                   | nur noch eine Schreiblinie pro Zeile, mit Rand |
| 21 | DIN A4         | 5–13                    | 1                | 9                    | ohne Rand |
| 25 | DIN A4         | 5–13                    | 1                | 9                    | mit Rand |
| 25A | DIN A4         | 5–13                    | 1                | 9                    | mit extra breitem Rand |
| 27 | DIN A4, DIN A5 | 5–13                    | 1                | 9                    | mit Doppelrand |
| 37 | DIN A4         | 5–13                    | 1                | 9                    | mit Doppelrand, d perforiert und gelocht e |
| Erläuterungen: a Hefte mit Kontrastlineatur haben farbige Blätter mit weißen Zeilen zum Schreiben. b Hefte im Querformat sind an der kurzen Seite geheftet. c Rand bedeutet eine vertikale Linie links auf dem Blatt. d Doppelrand bedeutet je eine vertikale Linie links und rechts auf dem Blatt. e Die Blätter sind perforiert und gelocht, damit sie heraustrennbar sind und abgeheftet werden können. |                |                         |                  |                      | |

## Mathematische Notation
Um Schülern das Erlernen des Schreibens von mathematischen Symbolen in der mathematischen Schriftsprache zu erleichtern, gibt es verschiedene Lineaturen für Schulhefte mit kariertem Papier. Die Wissenschaft vom Lehren und Lernen der Mathematik hat dazu verschiedene Lineaturen vorgeschlagen, die normiert wurden (DIN 16552-1). Im Handel sind außerdem Bezeichnungen für Sonderlineaturen im Umlauf wie beispielsweise ‚ZL‘ für Zahlenlern- und ‚R‘ für Rechenhefte mit extragroßen Kästchen.
| Lineatur | Format         | Jahrgangsstufe (Klasse) | Kästchen-Breite in mm | Kästchen-Höhe in mm | Besonderheit |
| --- | -------------- | ----------------------- | --------------------- | ------------------- | --- |
| ZL | DIN A5         | 1                       | 10–5                  | 10–5                | Zahlenlernheft: die Zeilen mit Kästchen fangen oben sehr groß an und werden mit jeder Zeile nach unten hin kleiner, kariert, ohne Rand |
| R | DIN A5         | 1                       | 10                    | 10                  | kariert, a sehr großen Kästchen, ohne Rand                                                                                             |
| 47 | DIN A4         | 1–2                     | 7                     | 7                   | kariert, ohne Rand |
| 7 | DIN A5         | 1–2                     | 7                     | 7                   | kariert, ohne Rand |
| 5 | DIN A5         | 2–4                     | 5                     | 5                   | kariert, ohne Rand |
| 10 | DIN A5         | 2–4                     | 5                     | 5                   | kariert, mit Rand c |
| 8f | DIN A5, DIN A4 | 1–4                     | 5                     | 7                   | rautiert, b ohne Rand |
| 22 | DIN A4         | 5–13                    | 5                     | 5                   | kariert, ohne Rand |
| 26 | DIN A4         | 5–13                    | 5                     | 5                   | kariert, mit Rand |
| 26A | DIN A4         | 5–13                    | 5                     | 5                   | wie 26, kariert, mit extrabreitem Rand                                                                                                 |
| 28 | DIN A4, DIN A5 | 5–13                    | 5                     | 5                   | kariert, mit Doppelrand d |
| 38 | DIN A4         | 5–13                    | 5                     | 5                   | kariert, mit Doppelrand, vierfach perforiert und gelocht e                                                                             |
| 40 | DIN A4         | 5–13                    | 5                     | 5                   | kariert, mit Umrandung |
| GR | DIN A4         | 5–13                    | –                     | –                   | Geometrieheft: Punkteraster als Zeichenhilfe für zwei- und dreidimensionale geometrische Formen, ohne Kästchen, ohne Rand              |
| 23 | DIN A5, DIN A4 | 5–13                    | 5                     | 9                   | rautiert, ohne Rand |
| 29 | DIN A5, DIN A4 | 5–13                    | 5                     | 9                   | rautiert, mit Doppelrand |
| 39 | DIN A5, DIN A4 | 5–13                    | 5                     | 9                   | rautiert, mit Doppelrand, vierfach perforiert und gelocht                                                                              |
| Erläuterungen: a Lineaturen deren Kästchen Quadrate beschreiben werden “kariert” genannt· vgl. jedoch Karo. b Lineaturen deren Kästchen Rechtecke beschreiben werden “rautiert” genannt; vgl. jedoch Raute. c Rand bedeutet eine vertikale Linie links auf dem karierten oder rautierten Blatt. d Doppelrand bedeutet je eine vertikale Linie links und rechts auf dem karierten oder rautierten Blatt. e Die Blätter sind perforiert und gelocht, damit sie heraustrennbar sind und abgeheftet werden können. |                |                         |                       |                     | |